# Álvaro da Costa (armeiro-mor)

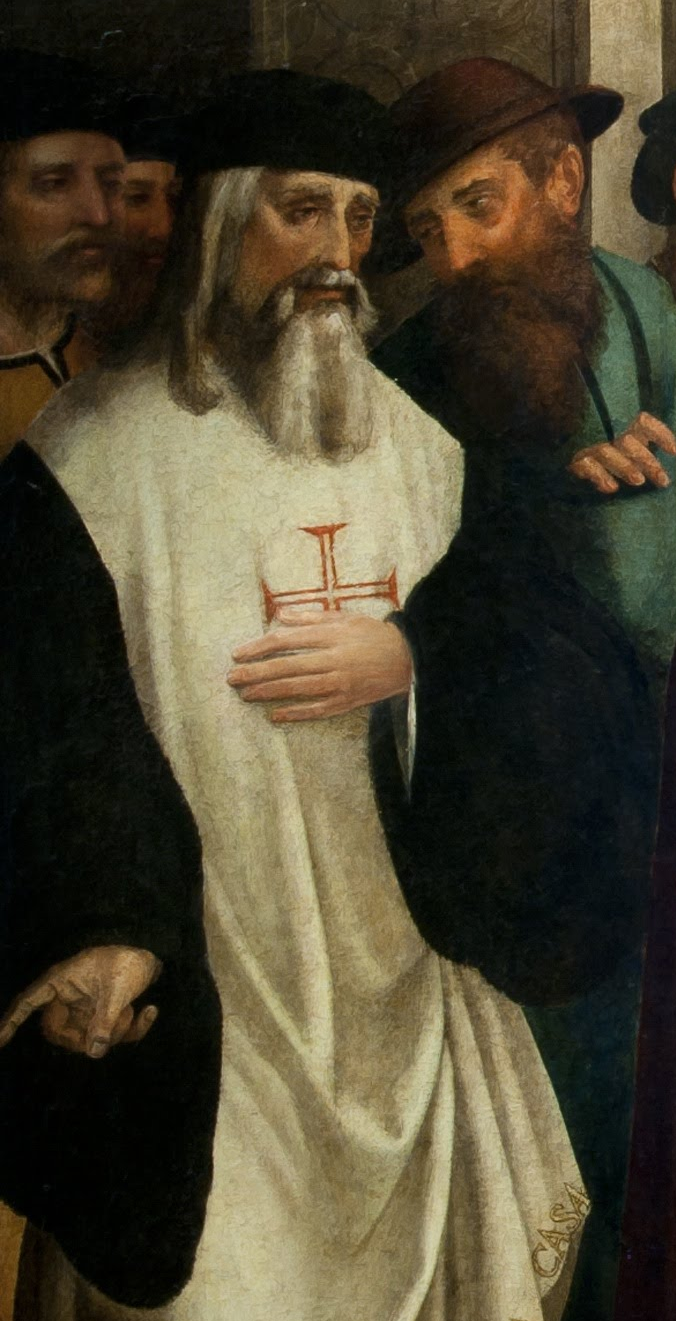
Retrato de D. Álvaro da Costa enquanto provedor da Santa Casa da Misericórdia de Lisboa (pormenor do Casamento de Santo Aleixo, Garcia Fernandes, 1541).

D. Álvaro da Costa (São Vicente da Beira, Castelo Branco, c.1470–1540) foi um fidalgo da Casa Real, guarda-roupa, camareiro e conselheiro do rei D. Manuel I, ascendido ao cargo de armeiro-mor em 1511. 

## Biografia
É documentado na corte manuelina desde, pelo menos, 1499. Foi ainda o primeiro Provedor da Santa Casa da Misericórdia de Lisboa.
Exerceu atividade diplomática enquanto embaixador português na corte de Espanha, cargo em que se destacou em 1517, pela sua intervenção no ajuste do terceiro casamento de D. Manuel I, com a Infanta D. Leonor, arquiduquesa de Áustria.
Teve mercê de tratamento de Dom, concedida por D. Manuel I, e foi comendador de S. Vicente da Beira na Ordem de Cristo.
O conhecido Livro do Armeiro-Mor tem esse nome precisamente por ter sido entregue à guarda D. Álvaro da Costa. O cargo e a guarda do livro mantiveram-se na sua família durante mais de dez gerações, motivo pelo qual este escapou ao Terramoto de 1755, que destruiu o Cartório da Nobreza.
A imagem de D. Álvaro da Costa consta do quadro Casamento de Santo Aleixo, executado em 1541 por Garcia Fernandes, sendo identificado por uma inscrição desenhada nas suas vestes.

## Família
Segundo as pesquisas do escritor e genealogista Manuel Abranches de Soveral, seria filho de Martim Rodrigues de Lemos, nascido cerca de 1441, com Isabel Gonçalves da Costa (casaram no ano de 1468). Sendo assim parente dos Lemos, senhores da Trofa.
Foi pai de D. Duarte da Costa, segundo governador-geral do Brasil, e tio-avô de Bartolomeu da Costa.
Teve uma irmã, Andreza Rodrigues da Costa, casada com Sebastião Nunes Frazão, escudeiro e homem nobre de Castelo Branco, cavaleiro da Ordem de Cristo e bisneto de Rui Frazão, alcaide de Alcanede em 1466. São ascendentes dos Azevedos, depois donatários dos direitos reais de Paredes da Beira.